# Xã Marcellus, Michigan
Xã Marcellus (tiếng Anh: Marcellus Township) là một xã thuộc quận Cass, tiểu bang Michigan, Hoa Kỳ. Năm 2010, dân số của xã này là 2.539 người.